# Philodromus montanus
Philodromus montanus är en spindelart som beskrevs av Bryant 1933. Philodromus montanus ingår i släktet Philodromus och familjen snabblöparspindlar. Inga underarter finns listade i Catalogue of Life.